# Jourgnac
Jourgnac este o comună în departamentul Haute-Vienne din centrul Franței. În 2009 avea o populație de 1.010 de locuitori.

## Evoluția populației
| An        | 1975 | 1982 | 1990 | 1999 | 2006 | 2009  |
| --------- | ---- | ---- | ---- | ---- | ---- | ----- |
| Populație | 452  | 568  | 708  | 756  | 937  | 1.010 |